# Halalaimus stammeri
Halalaimus stammeri är en rundmaskart som beskrevs av W. Schneidwer 1940. Halalaimus stammeri ingår i släktet Halalaimus och familjen Oxystominidae. Inga underarter finns listade i Catalogue of Life.